# Rosenkorsordenen AMORC
Rosenkors-ordenen AMORC, hvor AMORC er et akronym for den Antikke og Mystiske Orden af Rosenkorset, er en esoterisk og initatorisk, rosenkreutzerinspireret orden.

## Oprindelse
Ordenen blev grundlagt i februar 1915 i New York af den amerikanske okkultist og mystiker Harvey Spencer Lewis (1883 – 1939).

## Grundlag
Ordenen kræver i stil med frimurerne, at et medlem skal bekende sig til en religion; men stiller ingen krav om medlemskab af bestemte religioner. Medlemmerne søger at respektere religiøs tolerance, og i rituel sammenhæng henvises guddommen som "mit hjertes Gud". Ordenens lære er inspireret af monoteisme, karma, reinkarnation og til en vis grad af teosofiens lære om hemmelige mestres hierarki. Ordenens tidsregning henviser til den tid, da farao Akhnaton grundlagde atonkulten. Ordenen hævder at videreføre ældgamle mystiske traditioner, der dels stammer fra rosenkreutzerne og dels fra de ældste tiders mystikere.

## Medlemmerne og deres uddannelse
På verdensplan er der en anslået 100.000 til 150.000 medlemmer. Der er ca 100-150 medlemmer i Danmark.
Ordenen er en esoterisk orden opdelt i grader eller erkendelsestrin. Ordenen har officielt 9 grader. Medlemmerne modtager hver måned en monografi med undervisningsmaterialer og parapsykologisk inspirerede eksperimenter. Derfor kan man sige, at ordenen er opbygget som et brevkursus. I vore dage udsendes monografierne i stigende grad som email.
Indvielserne til næste grad foregår i hjemmet, hvor medlemmet selv gennemfører ritualerne. Senere kan grader erhverves i et rosenkorstempel.

## Den skandinaviske storloge
Ordenen har afdelinger på alle kontinenter, og der findes en skandinavisk storloge med hovedsæde på Rösans Herrgård i Onsala, Sverige. Det er her skandinaviske medlemmer modtager deres indvielser til højere grader.
Den skandinaviske storloge ledes af stormester Live Söderlund

## Ordenens hovedkvarter
Ordenens internationale hovedkvarter ligger i Lachute i Montreal i Canada. Tidligere lå hovedkvarteret længe i San José, Californien. Internationalt har ordenen siden 1990 været ledet af Christian Bernard, der i denne egenskab kaldes ordenens imperator.

## AMORC
AMORC er en forkortelse for:
- Ancient (and)
- Mystical
- Order (of the)
- Rosy
- Cross

På latin er navnet: Antiquus Mysticusque Ordo Rosae Crucis.